# 格爾謝瓦尼夫卡
49°2′1″N 36°20′6″E / 49.03361°N 36.33500°E
赫爾塞瓦尼夫卡（烏克蘭語：Герсеванівка）是位於烏克蘭東部的村莊，由哈爾科夫州洛佐瓦區的洛佐瓦市鎮負責管轄。該村始建於1905年，面積0.25平方公里，海拔高度180米，2001年人口413人。